# Фавалоро, Рене
Рене Фавалоро (исп. René Gerónimo Favaloro; 1923—2000) — аргентинский врач, работавший частично и в США.
В 1967 году на базе Кливлендской клиники впервые в мире выполнил аортокоронарное шунтирование, используя аутовенозные шунты. Научным наследием Рене Фавалоро пользуются кардиологи всего мира.

## Биография
Родился 12 июля 1923 года в Ла-Плате, Аргентина.
Здесь он рос, увлекался футболом благодаря городскому футбольному клубу Химнасия и Эсгрима. В 1936 году был принят в среднюю школу, после окончания которой поступил в медицинскую школу Национального университета Ла-Платы.
На третьем курсе он поступил в клиническую ординатуру госпиталя Сан-Мартин. Он посещал операции, проводимые профессорами Хосе Майнетти и Федерико Кристманом, внёсшими большой вклад в развитие методов сердечно-сосудистой хирургии. Медицинскую степень Фавалоро получил в 1949 году.
После окончания института начал медицинскую практику, которая была затруднена его отказом от предложения вступить в партию перонистов. Затем он переехал в небольшой город провинции Ла-Пампа. Работал в местной клинике, куда пригласил и своего брата. В 1951 году женился на Марии Антонии Дельгадо.
Вместе с братом они работали над повышением общего уровня здоровья населения в этом удалённом регионе; воспитывали и обучали медицинский персонал; принимали участие в общественных мероприятиях, направленных на улучшение медико-санитарной помощи. Они оснастили город хорошей операционной, рентгеновским кабинетом, лабораторией, хирургическими инструментами, диагностическим оборудованием.
Рене Фавалоро заинтересовался сердечно-сосудистой и торакальной хирургией во время одного из визитов в Ла-Плата в 1962 году. Он встретился с профессором Майнетти, который рекомендовал для дальнейшей работы кливлендскую клинику. Рене не хотел оставлять профессию провинциального врача, но решил, что принесёт большую пользу родной медицине по возвращении из США. Изучив английский, он поехал в Кливленд. Сначала работал в качестве ассистента, позже — в качестве члена команды хирургов, работавших с Дональдом Эффлером (руководитель отдела сердечно-сосудистой хирургии), Мэйсоном Сонесом (руководитель ангиографической лаборатории) и Вильямом Проудфитом (заведующий отделением кардиологии).
Фавалоро вернулся в Аргентину в 1971 году с мечтой о создании медицинского центра, подобного кливлендскому, где медицинская практика сочеталась с образовательной деятельностью. C этими намерениями он основал в 1975 году, совместно с другими единомышленниками, Фонд Фавалоро (исп. Fundación Favaloro).
В 2000 году, когда Аргентина была погружена в экономический и политический кризис, долг Фонда Фавалоро составил 18 млн долларов США. После неоднократных обращений к правительству Аргентины за помощью фонду и так не получив её, 29 июля Фавалоро принял решение совершить самоубийство, выстрелив себе в сердце в собственном доме в Буэнос-Айресе.
Министр здравоохранения Аргентины Гектор Ломбардо с грустью сказал журналистам:

«Есть во всём этом какая-то ирония: врач, спасший жизни стольким людям, успешно оперируя на сердце, погибает от раны, нанесённой в сердце!»

Похоронен Фавалоро в Буэнос-Айресе, Аргентина.

## Заслуги
Рене Фавалоро был активным членом двадцати шести обществ и почётным членом сорока трёх. Он получил большое количество международных отличий. Некоторые из них:
- Медаль Джона Скотта (1979), учреждённая Филадельфией;
- премия «Dr René G. Favaloro» (1980), выданная Тель-Авивским университетом за создание кафедры сердечно-сосудистой хирургии;
- знак отличия фонда Fundación Conchita Rábago de Giménez Díaz (Мадрид, 1982);
- премия Teacher Prize of Argentinian Medicine (1986);
- награда выдающегося выпускника Cleveland Clinic Foundation (1987);
- международная премия Гайрднера (1987);
- Konex Award[англ.] (1993);
- Prince Mahidol Award[англ.] (1998);

## Память
- В 2001 году в журнале «Анналы хирургии» издательства «Медицина» вышла в свет статья:

Бокерия Л. А., Работников В. С. «Доктор Шунтирование Коронарных Артерий». Жизнь, подвиги, судьба. Рене Фавалоро.

## Избранная библиография
Рене Фавалоро стал автором более чем трёх сотен работ по своей специальности. Кроме этого, следуя своему интересу к истории, он опубликовал две книги о генерале Хосе де Сан-Мартине.
- Surgical Treatment of Coronary Arteriosclerosis (1970)
- Recuerdos de un médico rural (1980)
- ¿Conoce usted a San Martín? (1986)
- La Memoria de Guayaquil (1991)
- De La Pampa a los Estados Unidos (1993) ISBN 9789875662902
- Don Pedro y la Educación (1994)